# Brittiska Jungfruöarna i olympiska sommarspelen 2020
Brittiska Jungfruöarna deltog med en trupp på tre idrottare vid de olympiska sommarspelen 2020 i Tokyo som hölls mellan den 23 juli och 8 augusti 2021 efter att ha blivit framflyttad ett år på grund av coronaviruspandemin. Det var 10:e raka sommar-OS som Brittiska Jungfruöarna deltog vid. Ingen av landets deltagare erövrade någon medalj.

## Friidrott
Förkortningar
- Notera– Placeringar avser endast det specifika heatet.
- Q = Tog sig vidare till nästa omgång
- q = Tog sig vidare till nästa omgång som den snabbaste förloraren eller, i teknikgrenarna, genom placering utan att nå kvalgränsen
- i.u. = Omgången fanns inte i grenen
- Bye = Idrottaren behövde inte tävla i omgången

Gång- och löpgrenar
| Idrottare      | Gren                 | Heat     | Heat      | Semifinal | Semifinal | Final      | Final     |
| Idrottare      | Gren                 | Resultat | Placering | Resultat  | Placering | Resultat   | Placering |
| -------------- | -------------------- | -------- | --------- | --------- | --------- | ---------- | --------- |
| Kyron McMaster | Herrarnas 400 m häck | 48,79    | 1 Q       | 48,26     | 1 Q       | 47,08 0NR0 | 4         |

Teknikgrenar
| Idrottare      | Gren               | Kval    | Kval      | Final   | Final     |
| Idrottare      | Gren               | Distans | Placering | Distans | Placering |
| -------------- | ------------------ | ------- | --------- | ------- | --------- |
| Chantel Malone | Damernas längdhopp | 6,82    | 5 Q       | 6,50    | 12        |

## Simning
| Idrottare      | Gren                 | Heat  | Heat      | Semifinal        | Semifinal        | Final            | Final            |
| Idrottare      | Gren                 | Tid   | Placering | Tid              | Placering        | Tid              | Placering        |
| -------------- | -------------------- | ----- | --------- | ---------------- | ---------------- | ---------------- | ---------------- |
| Elinah Phillip | Damernas 50 m frisim | 25,74 | 34        | Gick inte vidare | Gick inte vidare | Gick inte vidare | Gick inte vidare |